# Neukirchen-Vluyn
Neukirchen-Vluyn település Németországban, azon belül Észak-Rajna-Vesztfália tartományban. Lakosainak száma 28 110 fő (2023. december 31.). Neukirchen-Vluyn Kamp-Lintfort és Moers községekkel határos.

## Népesség
A település népességének változása:
| Lakosok száma | 24 121 | 26 990 | 26 982 | 27 613 | 27 956 | 28 110 |
|               | 1975   | 2017   | 2019   | 2021   | 2022   | 2023   |